# Honda Super Cub
La Honda Super Cub, también denominada Honda Cub, es una motocicleta underbone fabricada por Honda con estructura inferior y un motor monocilíndrico de cuatro tiempos que varía en cilindrada de 49 a 124 cc.
En fabricación ininterrumpida desde 1958, su producción superó los 60 millones de unidades en 2008, 87 millones en 2014, y 100 millones en 2017, lo que convierte a la Super Cub en el vehículo de motor más producido en la historia (véase Notas al respecto). Las variantes incluyen los modelos C100, C50, C70, C90, C100EX y C70 Passport, así como la serie Honda Trail.
La campaña publicitaria estadounidense de la Super Cub, Conoces a las personas más agradables en una Honda, tuvo un impacto duradero en la imagen de Honda y en las actitudes estadounidenses hacia el motociclismo, y a menudo se utiliza como un caso de estudio de mercadotecnia.

## Desarrollo
La idea para un nuevo ciclomotor de 50 centímetros cúbicos (3 pulgadas cúbicas) se concibió en 1956, cuando Sōichirō Honda y Takeo Fujisawa visitaron Alemania y observaron la popularidad de los ciclomotores y de las motocicletas ligeras. Soichiro Honda fue principalmente el líder de ingeniería y producción de la compañía, siempre con la mirada puesta en ganar en la pista de carreras, mientras que su socio cercano Fujisawa era el hombre de finanzas y negocios, encabezando las ventas y formulando estrategias destinadas a dominar los mercados y a destruir por completo a los competidores de Honda. Fujisawa había estado pensando sobre una estrategia de expansión a largo plazo, y a diferencia de otras compañías japonesas, no quería basar su producción únicamente en el entonces reciente boom económico de Japón. Una motocicleta pequeña y de alto rendimiento era fundamental para sus planes. En la Europa de la posguerra se empezaron a utilizar masivamente bicicletas con un motor supletorio de rodillo, que al poco tiempo serían sustituidas sucesivamente por escúteres, microcoches, coches pequeños, y finalmente, por turismos de cuatro puertas. 
Fujisawa vio que las motocicletas convencionales no encajaban en el patrón de la mayoría de consumidores como medio de transporte para ser usado a diario, y vio una oportunidad de cambiar aquella situación. Sin embargo, Soichiro Honda estaba cansado de escuchar a Fujisawa hablar sobre su nueva idea de motocicleta: había viajado a Europa para ganar la carrera TT de la Isla de Man y no quería pensar en nada más.

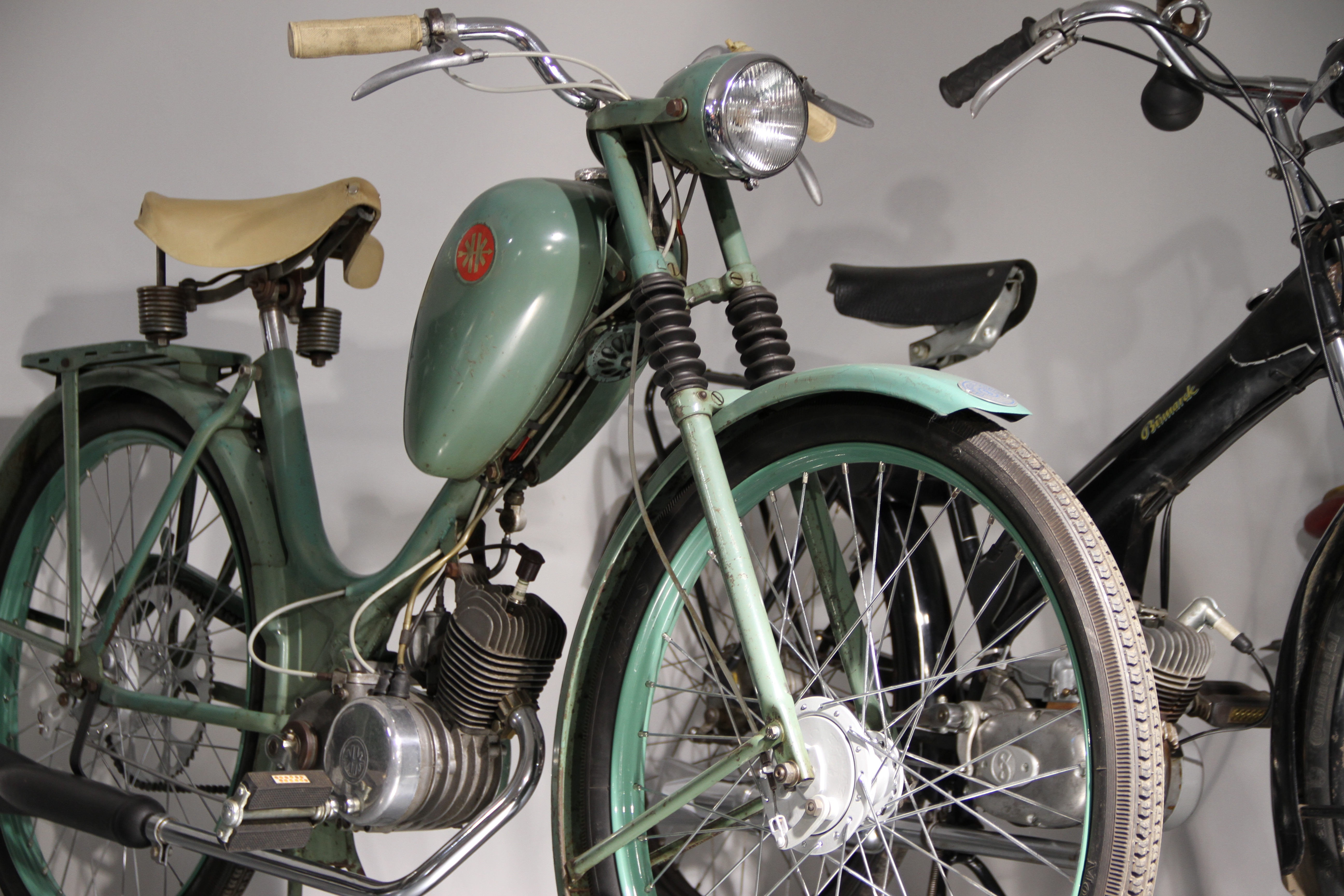
Kreidler K50 de 1954

Fujisawa y Honda conocieron las motocicletas Kreidler y Lambretta en las salas de exposición de los concesionarios, donde también observaron modelos de otras marcas, investigando la clase de motocicletas que tenía en mente Fujisawa, quien pensaba que aquellos diseños "no tenían futuro" y no se venderían bien. Su concepto era un vehículo de dos ruedas para todos, que fuese útil tanto en los países desarrollados como en los países en desarrollo, independientemente de que se tratara de ámbitos urbanos o rurales. La nueva motocicleta necesitaba ser tecnológicamente simple para poder ser mantenida sin problemas en lugares sin conocimientos técnicos actualizados y sin un acceso fiable a herramientas avanzadas o al suministro de repuestos. A su vez, deberían abordarse las quejas habituales de los consumidores sobre el ruido, la baja fiabilidad (especialmente en el sistema eléctrico), y la dificultad general de uso. Debido a que Honda era una gran empresa que estaba creciendo, necesitaba un producto de gran atractivo que pudiera producirse a una escala enorme. El diseño tendría que haberse estudiado hasta el último detalle antes de que comenzara la producción, porque sería demasiado costoso solucionar problemas en la gran cantidad que se fabricaría. Los escúteres contemporáneos casi satisfacían estos requisitos, pero era técnicamente demasiado complejos para su mantenimiento correcto en países en desarrollo, y sus pequeñas ruedas funcionaban mal sobre carreteras sin conservación o inexistentes. Otro de los requisitos de Fujisawa era que la moto contara con capacidad para transportar pequeños objetos, como por ejemplo una bandeja de fideos soba, y le dijo a Honda que "Si puedes diseñar una motocicleta pequeña, con un motor de unos 50 cc y una cubierta para esconder el motor y el cableado en su interior, la puedo vender. No sé cuántas tiendas de fideos soba hay en Japón, pero te apuesto lo que quieras a que cada tienda querrá una para realizar entregas a domicilio."
Una vez interesado en la propuesta, Soichiro Honda comenzó a desarrollar la Super Cub tras su regreso al Japón. Al año siguiente, Honda mostró una maqueta a Fujisawa que finalmente coincidió con lo que tenía en mente, y estimó que las ventas anuales serían de unas 30.000 unidades por mes, la mitad del total del mercado mensual de vehículos de dos ruedas en Japón. Su objetivo era exportar motocicletas a una escala nunca vista en el caos económico del Japón de la posguerra, cuando la mayoría de las compañías que veían paralizados sus esfuerzos comerciales se gestionaban a través de empresas de comercio exterior. Honda tendría que establecer sus propias compañías subsidiarias en el extranjero, proporcionando el servicio necesario, y organizando la distribución de repuestos en un país tan grande como los EE. UU. Con este fin, se fundó la American Honda Motor Company en 1959. En 1961 se estableció una red de ventas en Alemania, luego en Bélgica y en el Reino Unido en 1962, y después en Francia en 1964.
La Honda Juno había sido el primer escúter en utilizar una carrocería de resina de poliéster o plástico reforzado con fibra de vidrio (FRP), y aunque su fabricación se detuvo en 1954 debido a problemas financieros y laborales, Fujisawa continuó investigando técnicas alternativas a la resina de poliéster, que finalmente se aplicarían con éxito a la Super Cub. El carenado de la nueva motocicleta sería de polietileno, un plástico ampliamente utilizado, que redujo el peso con respecto a la fibra, pero el proveedor de Honda nunca antes había hecho piezas tan grandes, así que el molde tuvo que ser proporcionado por Honda. La Super Cub fue la primera motocicleta en utilizar un carenado de plástico. El historiador del motociclismo Clement Salvadori escribió que el guardabarros delantero de plástico y los protectores de las piernas fueron "quizás la mayor contribución de las Cub; el plástico hizo el trabajo tan bien como el metal a un costo considerablemente menor". La tecnología desarrollada en el programa de carreras del Tourist Trophy de la Isla de Man fue igualmente vital para la nueva motocicleta ligera, haciendo posible extraer 3,4 kilovatios (4,5 hp) de un motor Honda de 50 cc de cuatro tiempos, cuando el primer motor que la compañía construyó una década antes, una "copia bastante exacta" del motor Tohatsu de dos tiempos de 50 cc de excedentes de guerra que Honda había estado vendiendo como motor auxiliar de bicicleta motorizada, tenía solo una potencia de 0,37 a 0,75 kilovatios (0,5 a 1 CV). El primer cuatro tiempos de Honda, el Tipo E de 1951, tenía un poco más de potencia que el motor del Super Cub, 3,7 kilovatios (4,96 hp), con casi el triple de cilindrada, 146 cm³ (8,9 plg³).
Para fabricar la nueva motocicleta, Honda construyó una factoría en Suzuka para producir 30.000 unidades mensuales, que tras dos ampliaciones de la instalación, pasaron a ser 50.000 Super Cub por mes. La fábrica estaba inspirada en el diseño de la línea de producción del Volkswagen Escarabajo en Wolfsburgo, Alemania. Hasta entonces, los modelos superiores de Honda habían vendido tan solo entre 2000 y 3000 unidades por mes, y se pensó que el coste de la nueva planta era una inversión demasiado arriesgada. El ingeniero británico Edward Turner de BSA viajó a Japón para ver la industria de motocicletas en septiembre de 1960, y dijo que inversiones del tamaño de la planta de Suzuka eran "extremadamente peligrosas" porque el mercado estadounidense de motocicletas ya estaba saturado. Cuando se completó en 1960, la factoría de Suzuka era la fábrica de motocicletas más grande del mundo, y se convertiría en el modelo para las instalaciones de producción en masa de Honda en el futuro. Las economías de escala logradas en Suzuka redujeron un 18% el costo de producción de cada Super Cub cuando la fábrica podía funcionar a plena capacidad, pero en el corto plazo, Honda se enfrentó a problemas de exceso de inventario cuando la nueva fábrica entró en operación antes de que se hubieran completado las operaciones de ventas y de que hubiera una red de distribución efectiva.

## Diseño

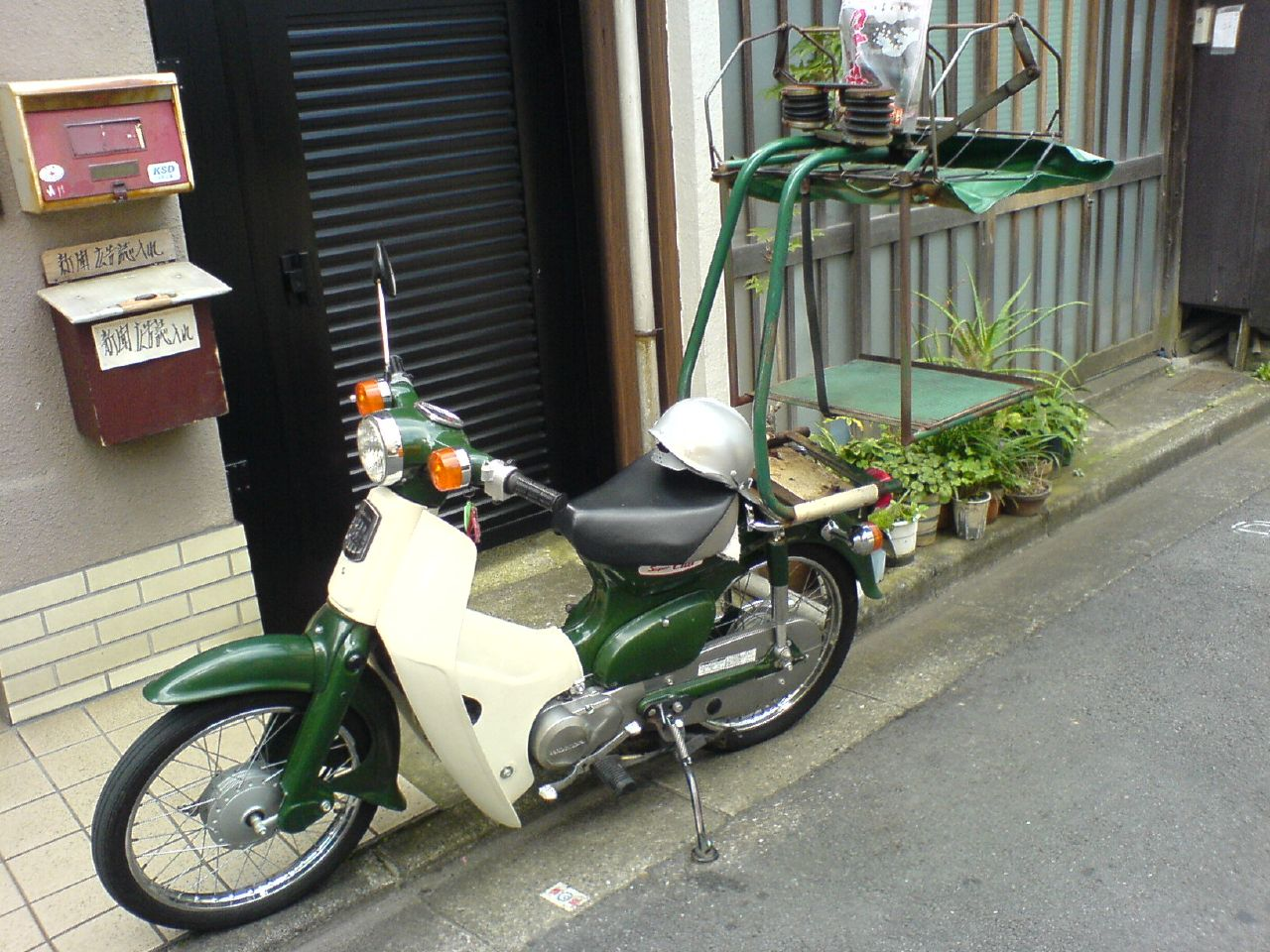
Super Cub de los años 2000

La Super Cub ha sido comparada con el Ford Modelo T, el Volkswagen Escarabajo y el Jeep como un icono de la industria de siglo XX y del transporte. El modelo C100 utilizaba un chasis monocasco de acero prensado, con el motor horizontal colocado debajo de la columna central, una configuración conocida como motocicleta de "paso a través" o de "soporte inferior". Según algunos criterios, el tipo de motocicleta que corresponde al Super Cub es difícil de clasificar, y se sitúa en algún lugar entre un escúter y una motocicleta, y a veces se le llama ciclomotor, "paso a paso" o "scooterette".
El carenado de plástico cubre desde debajo del manillar hasta debajo de las estriberas, protegiendo las piernas del motorista del viento y de la gravilla de la carretera, además de ocultar el motor a la vista. Este diseño era como el recinto completo de un escúter, pero con la diferencia de que la unidad formada por el motor y la caja de cambios no estaba fijada al eje trasero. Esta configuración implica varios beneficios. Desplazó el motor hacia abajo, alejándolo del asiento y separando el movimiento del basculante trasero del tren motriz para reducir el peso no suspendido. También hizo que el flujo de aire de refrigeración del motor fuera más directo y posibilitó la instalación de ruedas más grandes. Colocar el motor en el centro del cuadro, en lugar de cerca de la rueda trasera, mejoró enormemente el equilibrio entre la parte delantera y la trasera. El tanque de combustible estaba ubicado debajo del asiento con bisagras, que se abría para acceder a la entrada de llenado de combustible. Las ruedas de 17 pulgadas de diámetro, en comparación a las típicas ruedas de 10 pulgadas de un escúter, hacían la moto más estable especialmente en carreteras mal pavimentadas, y psicológicamente la convertían en un vehículo más familiar, con un aspecto más cercano a una bicicleta que un escúter de ruedas pequeñas.

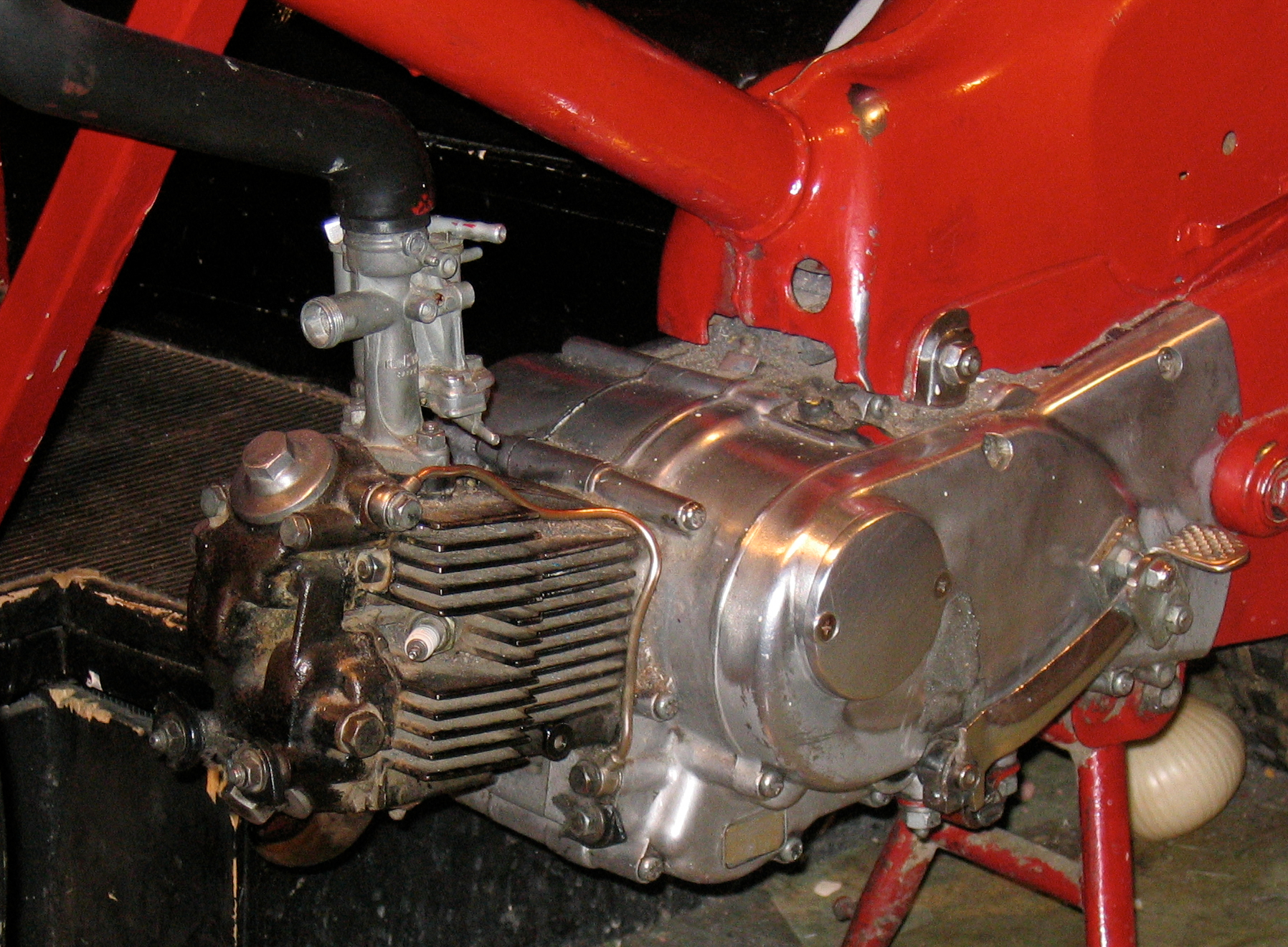
Motor original de la Super Cub, con empujadores

El motor monocilíndrico de cuatro tiempos (OHV) con empujadores refrigerado por aire tenía unas dimensiones de diámetro y carrera de 4 por 3,9 centímetros (1,57 por 1,53 pulgadas), desplazando 49 centímetros cúbicos (3,0 pulgadas cúbicas), y podía producir 3,4 kilovatios (4.5 hp) a 9500 rpm, para obtener una velocidad máxima de 43 mph (69,2 km/h) en condiciones favorables. La baja relación de compresión significaba que el motor podía consumir combustible de bajo octanaje, más barato y disponible en más países, además de minimizar el esfuerzo necesario para arrancar el motor, haciendo que el peso adicional y el coste de un motor de arranque eléctrico fuesen una comodidad innecesaria. Aunque posteriormente los Super Cub incluyeron tanto arranque por patada como eléctrico, la mayor parte se vendió bien sin este elemento. Incluso los modelos de 2011 para el mercado doméstico japonés Super Cub 50 y Super Cub 110, equipados con tecnología moderna como inyección de combustible, no contaban con una opción de arranque eléctrico.
La caja de cambios de tres o cuatro velocidades de cambio secuencial se acciona manualmente pero sin embrague, sin la necesidad de una palanca, utilizando en su lugar un embrague centrífugo junto con un embrague de placa vinculado al par del motor. Aunque no es intuitivo de aprender, una vez que el conductor se acostumbra, la transmisión semiautomática "eliminó el terror del motociclismo" para los conductores novatos. A diferencia de muchos scooters CVT, el embrague centrífugo hizo posible arrancar la Super Cub empujándola, una ventaja útil si surgiera la necesidad.
Los primeros Super Cub utilizaron la ignición mediante un magneto de 6 voltios montado sobre el volante de inercia, con una batería para ayudar a mantener la energía de las luces, mientras que los modelos posteriores se actualizaron a sistemas de encendido por descarga de condensador (CDI). El sistema de lubricación no utilizaba una bomba de aceite o filtro de aceite, y estaba resuelto mediante un sistema de salpicadura primitivo tanto para el cárter como para la caja de cambios, con un filtro de pantalla no consumible para recoger los desechos del aceite del motor. Tanto los frenos delanteros como los traseros eran de tambor. Disponía de ruedas de radios de alambre de 2.25" × 17", con bujes de ancho completo.
Honda recomendó verificaciones diarias de las luces, la bocina, la presión de los neumáticos, los frenos, el nivel de combustible y de aceite, y una verificación semanal del nivel del electrolito de la batería. El mantenimiento de rodaje de un motor nuevo se realizaba a los 320 kilómetros (200 millas), requiriendo el ajuste de los taqués de las válvulas y los puntos de interrupción de contacto, y un cambio de aceite, y se recomendaba que se mantuviera por debajo de los 48 kilómetros por hora (30 mph) durante los primeros 800 kilómetros (500 millas). Cada 1600 kilómetros (1000 millas) se necesitaba limpiar la bujía, y el ajuste de cadena se debía comprobar cada 3200 kilómetros (2000 millas), además de un cambio de aceite, del control del punto de ignición, y del ajuste de las válvulas. Cada 8000 kilómetros (5000 millas), se debía realizar un mantenimiento importante, que requería la extracción y limpieza del carburador, de la cadena de transmisión, del silenciador de escape y de los cojinetes de las ruedas. El conductor disponía de un estrangulador manual para ayudar a arrancar la moto a bajas temperaturas. Se trataba de una motocicleta sencilla, con requisitos de mantenimiento mínimos, y se ganó una merecida reputación de poseer una fiabilidad muy alta.

## "Conoces a la gente más agradable en una Honda"

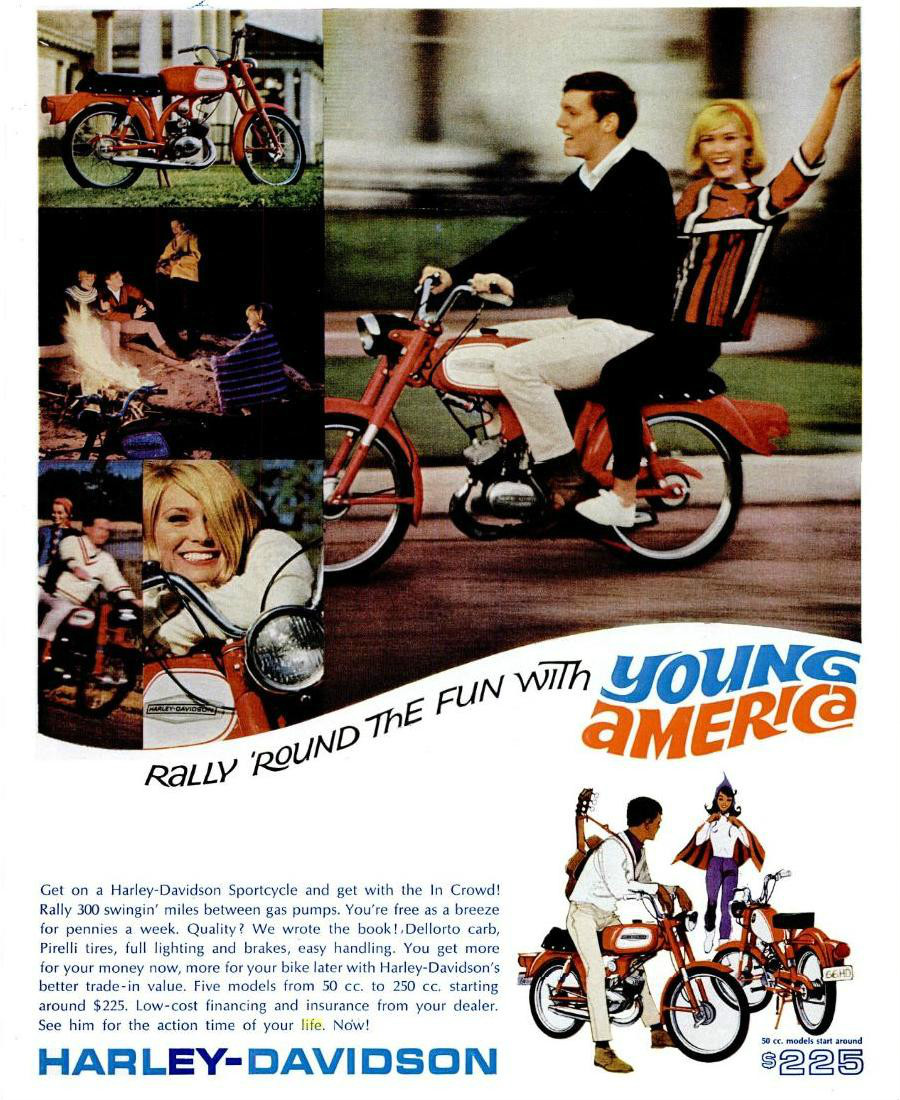
Un anuncio de Harley-Davidson, una clara imitación de la campaña iniciada por Honda en 1963

En junio de 1963, Honda inició en los medios estadounidenses una campaña publicitaria de doce años de duración con el lema "Conoces a la gente más agradable en una Honda", eslogan creado por Robert Emmenegger de la compañía Grey Advertising. Grey había comprado la idea de un estudiante de pregrado de UCLA llamado Mike Curb, quién había creado el concepto para un trabajo de clase. El acontecimiento marcó el principio de la disminución de las ventas de motocicletas americanas y británicas en el mercado de los Estados Unidos, y el aumento de Honda y de las otras compañías japonesas. En diciembre de 1965, Edward Turner afirmó que la venta de pequeñas motocicletas japonesas era buena para BSA, ya que atraía a nuevos conductores que acabarían comprando máquinas más grandes, sin darse cuenta de que los japoneses progresarían vertiginosamente en el diseño de grandes motocicletas durante los cinco años siguientes, para acabar amenazando directamente a las motocicletas británicas con modelos técnicamente sofisticados como la Honda CB750 y la Kawasaki Z1. La campaña todavía se recuerda mucho tiempo después como caso de estudio en escuelas de negocios y de mercadotecnia. Un libro de texto de gestión estratégica señala que: "Honda y la Supercub es probablemente el caso más conocido y más debatido de estrategia empresarial". Se le atribuye haber "inventado el concepto de mercadotecnia de estilo de vida".
Los elementos específicos del diseño del Super Cub eran parte integral de la campaña, como la cadena cerrada que evitaba que el lubricante manchara la ropa del conductor, y el protector de las piernas que de manera similar bloqueaba la gravilla de la carretera y ocultaba el motor, así como la comodidad de la transmisión semiautomática. Presentando la Super Cub como un elemento de consumo que no requiere aptitud mecánica alguna y que implicaba un cambio de identidad en "un motociclista", o peor, en "un ciclista", diferenciaba la oferta de Honda, porque "la dedicación requerida para mantener motocicletas en aquella época limitaba la propiedad a un grupo demográfico relativamente pequeño, a menudo considerados como hombres jóvenes conocidos por sus chaquetas de cuero negro y su comportamiento asocial."

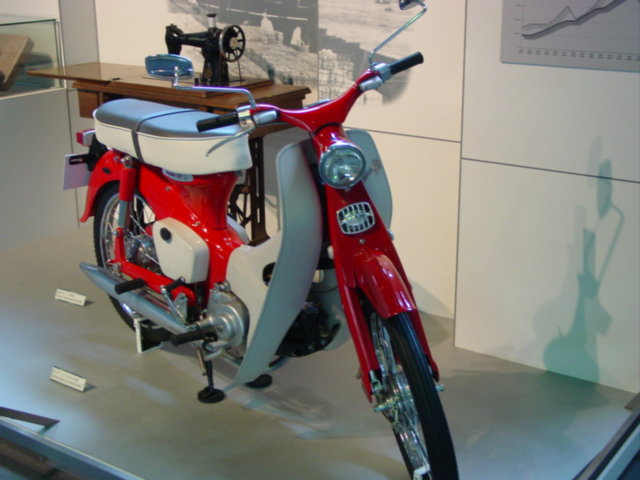
CA100 de 50 cc, en la versión para los EE.UU.

En lugar de limitarse a tratar de convencer a los compradores masculinos tradicionales de que se cambiaran a Honda desde otras marcas, vinculadas al enfoque machista de la mayor parte de la publicidad de motocicletas en ese momento, Honda abrió nuevos caminos. La campaña publicitaria se centró en mejorar la imagen del motociclismo en general y en expandir el tamaño global del mercado de motocicletas atrayendo a nuevos consumidores. En un golpe de buena fortuna para Honda, Brian Wilson y Mike Love compusieron en 1964 la canción "Little Honda", ensalzando el placer de conducir la Honda 50, e incluso invitando al oyente a visitar su concesionario Honda local, en un lenguaje que sonaba como si pudiera haber sido escrito, o al menos pagado, por los redactores publicitarios de Honda, aunque no era un jingle comercial. La canción fue grabada por The Hondells en 1964, siendo seguida por el lanzamiento de la versión original interpretada por The Beach Boys. En 1965, The Hondells lanzaron como cara B de su versión de "Sea Cruise", la canción "Conoces a la gente más agradable en una Honda", otro tema musical que promocionaba la Super Cub. Esta melodía pasó a ser utilizada por Honda en anuncios de televisión.
La campaña de larga duración, que incluyó el eslogan, la música y las imágenes optimistas de personas respetables, de clase media y alta, en particular mujeres, que conducían motos Honda, se asoció estrechamente con la marca Honda desde entonces. La imagen que creó la compañía japonesa fue contrastada con la del motorista "chico malo", y se convirtió en un punto focal del impulso de Japón para imponerse en el mercado a las motocicletas Harley-Davidson fabricadas en los Estados Unidos.
Aparte de los seguidores de Harley-Davidson, el eslogan "conoces a las personas más agradables" suscitó algunas reacciones encontradas. Al principio, hubo quejas por la sugerencia implícita de que los propietarios de una Harley-Davidson no fueran "personas agradables." Harley-Davidson, desde su fundación en 1903, había cultivado escrupulosamente una imagen de respetabilidad formal, y no empezaría a abrazar tentativamente como clientes al grupo demográfico de consumidores poco convencionales hasta unos años después. En 1964 negaron cualquier asociación de su empresa con los motociclistas marginales, y se distanciaron de las implicaciones de la campaña de Honda. Pero pronto el modelo publicitario de Honda acabó siendo imitado tanto por Harley Davidson como por otros fabricantes como Vespa o Yamaha, que produjeron anuncios que eran "sospechosamente similares" a la campaña original. Ya fuese porque no quisieron darse por aludidos o porque ya estaban imitando a Honda, en aquel momento los directivos de Harley-Davidson no compartieron la interpretación de que los anuncios de Honda "agregasen un sesgo machista a la imagen de Harley".

## Historia de los modelos
- 1959 Factoría de Hamamatsu, Japón
- 1960 Factoría de Suzuka, Japón
- 1961 Taiwán
- 1963 Bélgica
- 1966 Bangladés
- 1967 Tailandia
- 1969 Malasia
- 1971 Indonesia
- 1973 Filipinas
- 1976 Manaos, Brasil
- 1980 Mauricio
- 1981 Colombia
- 1981 Nigeria
- 1985 India
- 1988 México
- 1989 Brasil
- 1991 Ōzu, Kumamoto, Japón
- 1997 Vietnam
- 2002 China
- 2004 Laos
- 2005 Camboya
- 2006 Argentina
- 2007 Perú

- NOTA: Factorías que ya no fabrican la Super Cub en color gris (año 2017)[41][42]

La Honda Super Cub se presentó en 1958, diez años después de la fundación de Honda Motor Co. Ltd. La Honda Cub F original de 1952 había sido un motor auxiliar de bicicleta. Honda mantuvo el nombre pero agregó el prefijo 'Super' para la nueva máquina ligera. La Super Cub se vendió mal al principio, principalmente debido a la recesión en Japón, y a continuación, tres meses después del lanzamiento de 1958, comenzaron a llegar quejas de los clientes sobre el deslizamiento del embrague automático. Los vendedores de Honda y los trabajadores de la fábrica renunciaron a las vacaciones para reparar los Super Cub afectados, visitando a cada cliente en persona. Cuando se importó a los EE. UU., el nombre se cambió a Honda 50, y más tarde a Honda Passport C70 y C90, porque la marca comercial del avión Piper Super Club tenía prioridad. De modo parecido, en Gran Bretaña eran solo "Honda 50", "Honda 90" etc, debido a la existencia de la motocicleta Triumph Tiger Cub.
La Sociedad de Ingenieros Automotrices de Japón reconoció a la Honda Super Cub C100 de 1958 como uno de sus 240 puntos de referencia de la tecnología automotriz japonesa.

### Línea Super Cub
La primera variación de la Super Cub fue la C 102, lanzada en abril de 1960.: 39, 188  Tenía arranque eléctrico además del arranque a patada, y encendido por batería y bobina en lugar de magneto, pero por lo demás era la misma moto que la C100.: 39 
El motor OHV ampliado de 86,7 cc (5,29 pulgadas cúbicas) de la C200 de 1963 se utilizó en la CM90 de 1965, cuando se estrenó un nuevo motor de 63 cc (3,8 pulgadas cúbicas) con un árbol de levas en cabeza impulsado por cadena (OHC), que se usó en dos nuevos modelos: el C65, con 6,2 caballos (6,3 CV), y el S65, con un bastidor como el de la C110/C200 y 4.6 kW (6.2 bhp) a 10.000 rpm.
En 1966 apareció la C50 y se mantuvo en producción hasta mediados de los años 1980, convirtiéndose en una de las versiones más difundidas y familiares de la Super Cub.: 48–49, 188–189  Honda reemplazó los 40 mm × 39 mm de diámetro y carrera de la C100 (1,6 pulgadas × 1,5 pulg.) y 50 cc OHV con motor de bloque de hierro y culata de aleación OHC de 39 mm × 41,4 mm (1,54 pulg. × 1,63 pulg.) del CS50 y C65, que aumentó la potencia de 3,4 a 3,6 kW (4,5 a 4,8 bhp).: 48–49, 188–189  De modo parecido, en la CM90 se utilizó en 1966 la versión con 89,5 cc (7,5 caballos (7,6 CV)) OHC CM91. Un año más tarde, en 1967, se rediseñaron las horquillas y los faros como en la C50, para convertirse en la familiar C90. Aunque el diseño básico de la Cub se mantuvo sin cambios, el nuevo estilo y las mejoras incluyeron horquillas delanteras cerradas. La C100 se mantuvo en producción junto con las versiones más nuevas un año más, hasta 1967.: 188–189  Después de 1980, la C70 en EE. UU. se denominó C70 Passport.

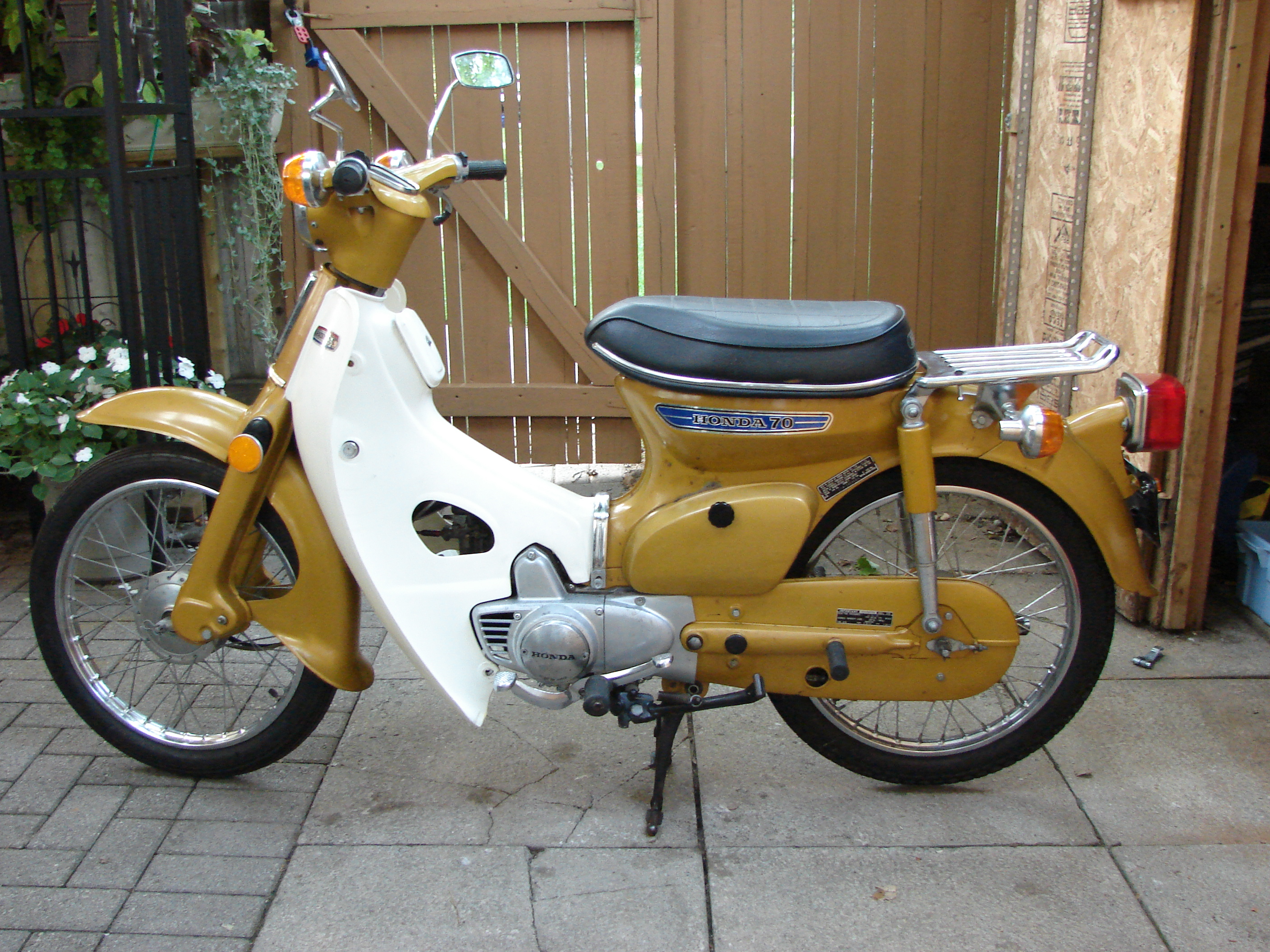
C70 de 1972

Dado que algunos países ofrecían ventajas de impuesto para la venta de ciclomotores, que además se podían utilizar por conductores menores de edad, Honda también introdujo el C310s, una versión de ciclomotor de la Super Cub completada con pedales de bicicleta. El tanque de combustible de la C310S se reubicó desde debajo del asiento a una posición más convencional en la parte superior del protector de piernas. Este modelo no es frecuente en la actualidad, ya que se comercializó principalmente en los países del Benelux.
En 1982, para la mayoría de los mercados, Honda instaló un nuevo sistema de encendido por descarga de condensador (CDI) para reemplazar el encendido de los puntos de contacto anteriores, lo que ayudó a cumplir con los estándares de emisiones en mercados como los EE. UU. Al mismo tiempo, se cambió el sistema eléctrico de 6 voltios a 12 voltios.
En 1984, Honda lanzó versiones rediseñadas de las Cub en algunos mercados, con luces cuadradas y manillar y guardabarros trasero cubiertos de plástico. En el mercado nacional japonés, el estilo cuadrado era opcional, pero en algunos lugares, como el Reino Unido, sustituyeron a las importaciones de Cubs de foco redondo de estilo tradicional.
En 1986, un modelo de motor más grande, el HA05E de 100 cc, se introdujo sobre todo en los mercados asiáticos. El modelo más nuevo de 100 cc se desarrolló exclusivamente para el mercado del sudeste asiático, especialmente en Tailandia, Malasia y Vietnam, donde los modelos de bastidor bajo eran muy populares, con nuevas características como una suspensión delantera telescópica para reemplazar a la suspensión anterior de enlace principal y una transmisión de cuatro velocidades para reemplazar a la antigua transmisión de tres velocidades utilizada en las variantes Cub más antiguas. El modelo de 100 cc era inicialmente conocido como la Honda Dream in Thailand y Honda EX5 en Malasia, antes de ser estandarizado como la Honda EX5 Dream en 2003. Además, Honda Japón comenzó a importar máquinas fabricadas en Tailandia como la Super Cub C100EX en 1988. La C100EX japonesa se renovó más tarde en 1993, mientras que la EX5 Dream del sudeste asiático conservó el diseño de 1986 hasta el día de hoy, con solo cambios cosméticos menores. En 2011, la EX5 Dream con carburador se eliminó gradualmente en Tailandia y se reemplazó por la Honda Dream 110i con inyección de combustible. El tren motriz procedía de la Honda Wave 110i con inyección de combustible.
A fines de la década de 1990, Honda presentó sus motocicletas de la serie NF más nuevas, conocidas como serie Honda Wave, llamadas Honda Innova en algunos mercados, que utilizaban bastidores de tubos de acero, freno de disco delantero y juegos de cubiertas de plástico en varias opciones de cilindrada: 100 cc, 110 cc y 125 cc. Aunque no eran Cub, estas motos se vendieron muy bien, particularmente en países europeos, donde la producción de modelos Honda Cub se había finalizado anteriormente. Sin embargo, la producción de las Honda Cub en Asia, África y Sudamérica aún continúa hoy, a pesar de que la Honda Wave Series más nueva y otros diseños se han introducido junto con la Cub.
A partir de 2007, las Cub del mercado japonés comenzaron a utilizar la inyección de combustible PGM-FI de Honda.
Honda realizó una edición especial del modelo del año 2018 para conmemorar el 60 aniversario de la producción de la Super Cub, con una celebración en la fábrica de Ōzu, Kumamoto, donde se produjo el Super Cub número 100 millones en octubre de 2017.
En 2018, se lanzó un nuevo modelo en EE. UU., Europa y Australia con un motor de 125 cc con freno de disco delantero, faros LED, ABS y un encendido sin llave con una llave inteligente. Este modelo estaba disponible en un número limitado.

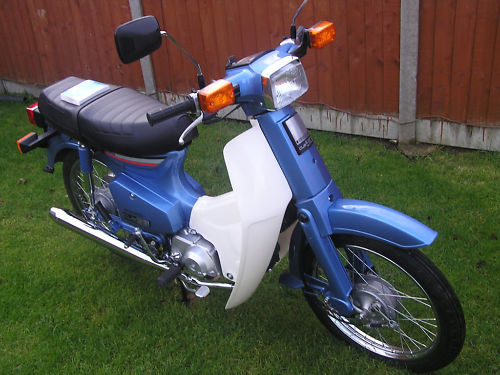
C90 con foco cuadrado a 12 V
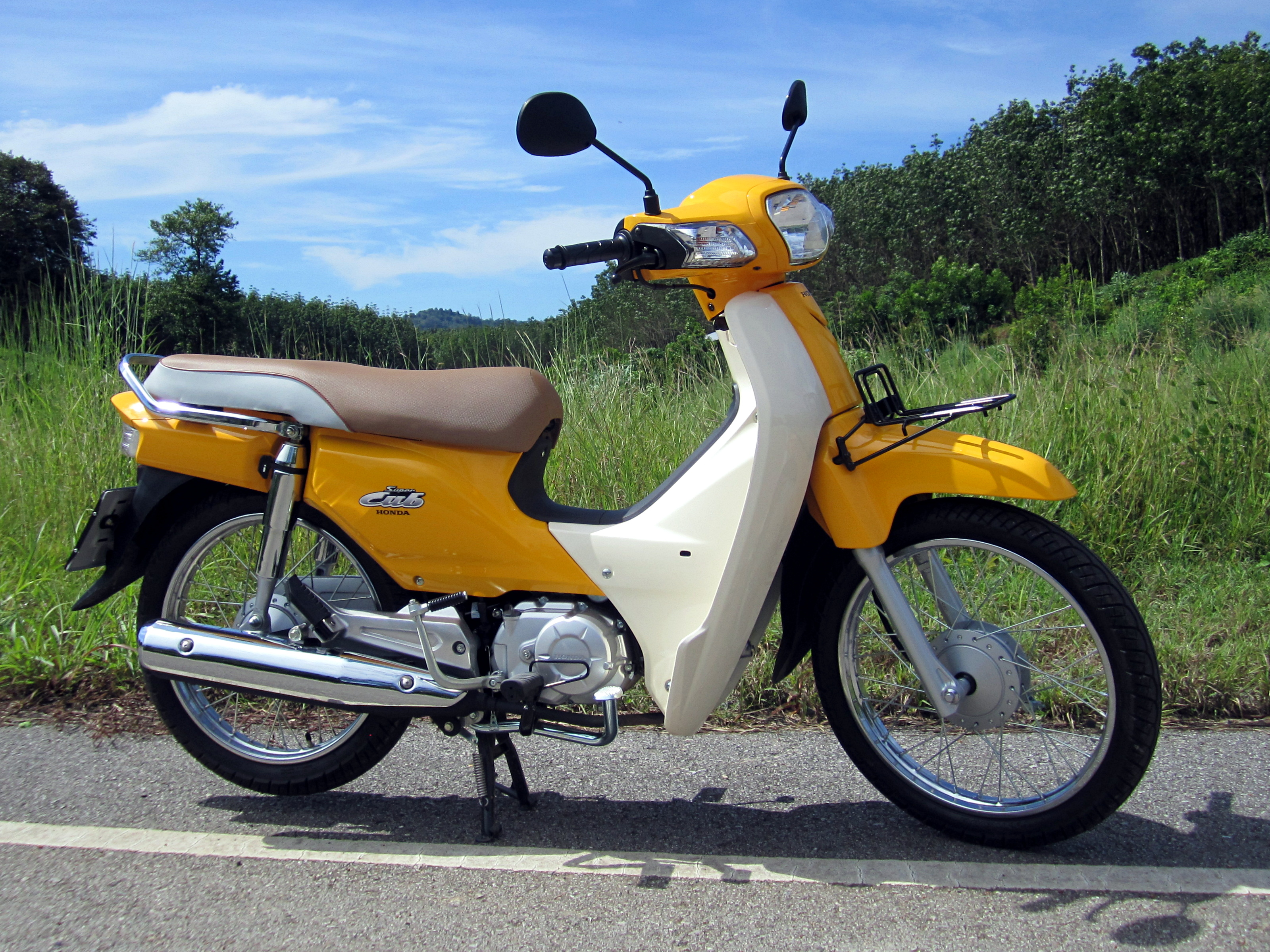
Dream 110i Super Cub de 2014
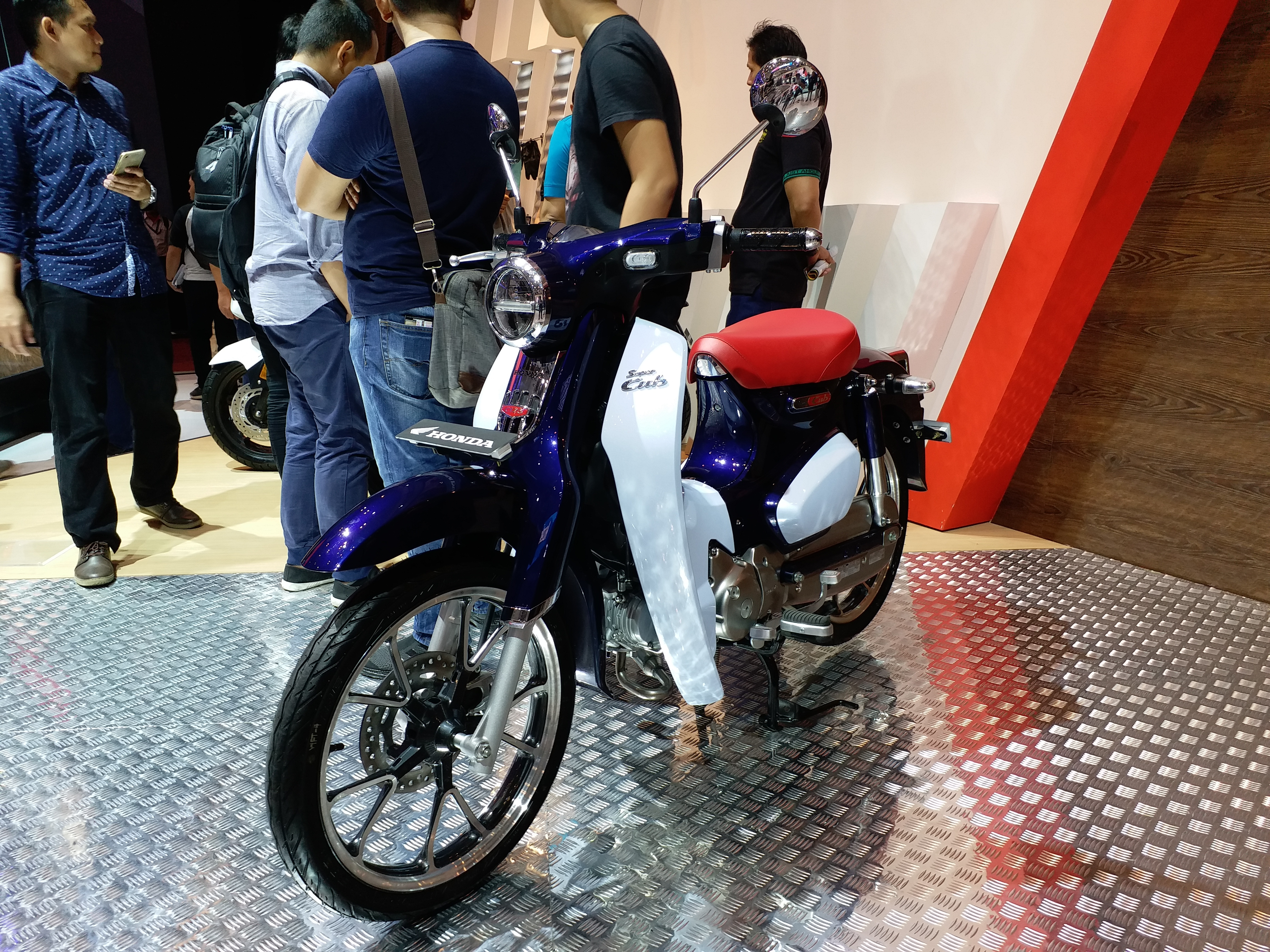
Honda Super Cub C125 de 2018

### Cub deportivas

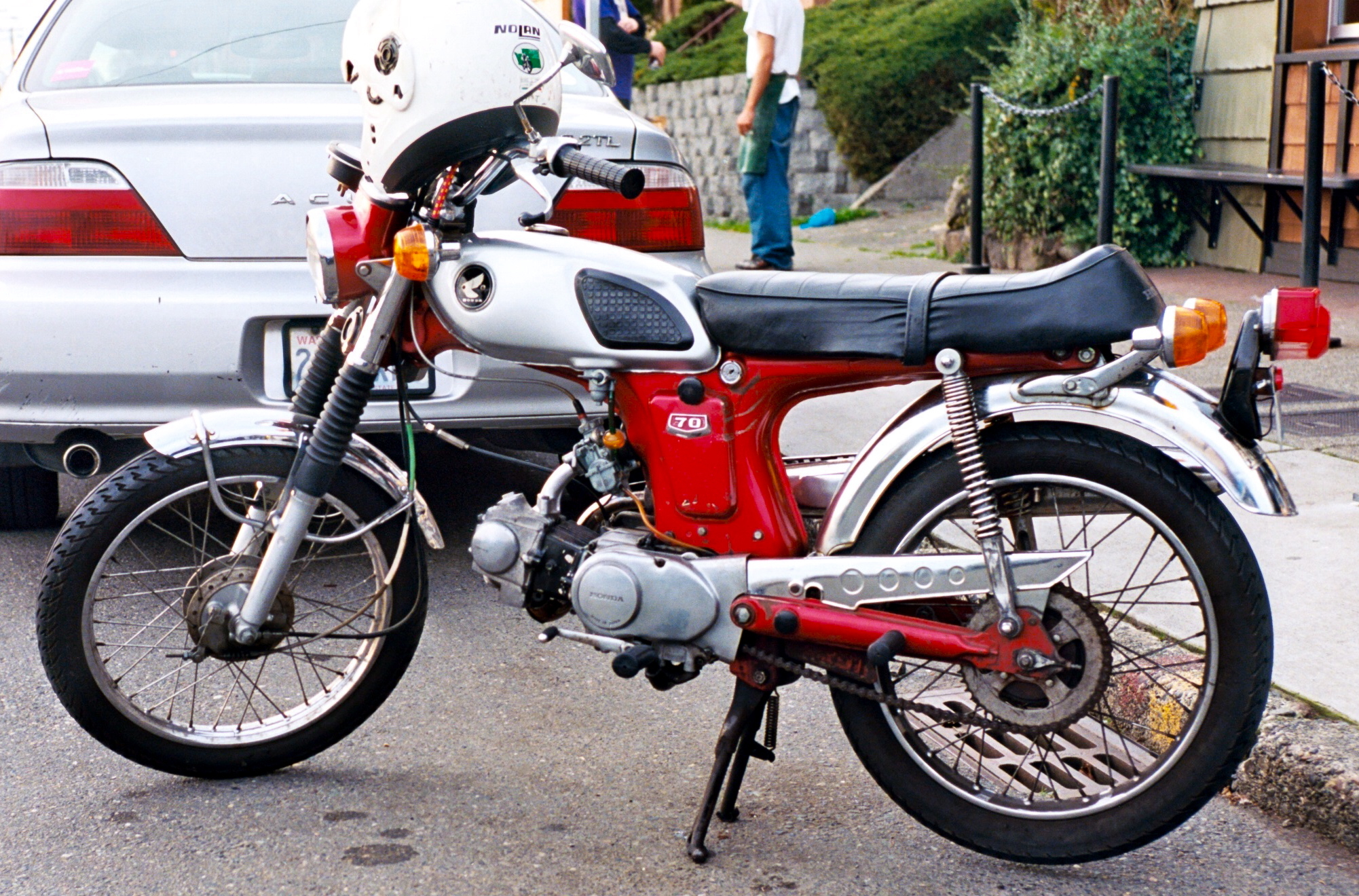
Honda 70 de 1969, también conocida como CL70. utilizó el marco de deportes del C110 y CD65, con el motor del C70

La Cub Deportiva C110 debutó en octubre de 1960.: 188  Tenía la configuración de una motocicleta tradicional, con el conductor montado a horcajadas. Tenía un bastidor diferente, con el tanque de combustible situado delante del asiento y por encima del cuadro, cerrado por un tubo dispuesto horizontalmente por debajo del asiento. También tenía un poco más de potencia, aumentada de 3,4 a 3,7 kW (4,5 a 5 bhp) a 9500 rpm. Las subvariantes de las Sport Cub fueron la C111, sin el asiento del acompañante, y la C110D, también llamada C114, que tenía un tubo de escape bajo. Las primeras versiones de las Sport Cub tenían una caja de cambios de 3 velocidades, pero luego se cambió a 4 velocidades. La C102 se mantuvo en producción durante seis años, hasta 1965, y la C110 Sport Cub hasta 1966.
En 1963 apareció un motor OHV ampliado de 86,7 cc (5,29 pulgadas cúbicas) y 4,8 kW (6,5 bhp). Se utilizó por primera vez en la C200, que tenía un cuadro como la C110, con un manillar más vertical.
El último año de producción de la S65 fue 1967, y la CD65 y la CL65 ocuparon su lugar solo durante un año, 1968. Estas motos tenían el motor de mayor potencia, con 4,6 kW (6,2 bhp) 63 cc (3,8 pulgadas cúbicas), de la CS65. Luego, la C70 de 4,6 kW (6,2 bhp) y 71,8 cc (4,38 pulgadas cúbicas) sustituyó a la C65 y a la CL65 en 1969. Tenía la misma potencia máxima, pero a 9000 rpm en lugar de a 10.000, y más par motor, 0,53 kg⋅m (5,2 N⋅m; 3,8 lbf⋅ft) a 7000 rpm en lugar de 0,48 kg⋅m (4,7 N⋅m; 3,5 lbf⋅ft) a 8000 rpm. Se introdujo en los EE. UU., Canadá y Asia en el momento de su lanzamiento, y en el Reino Unido en 1972.

### Mini motocicletas

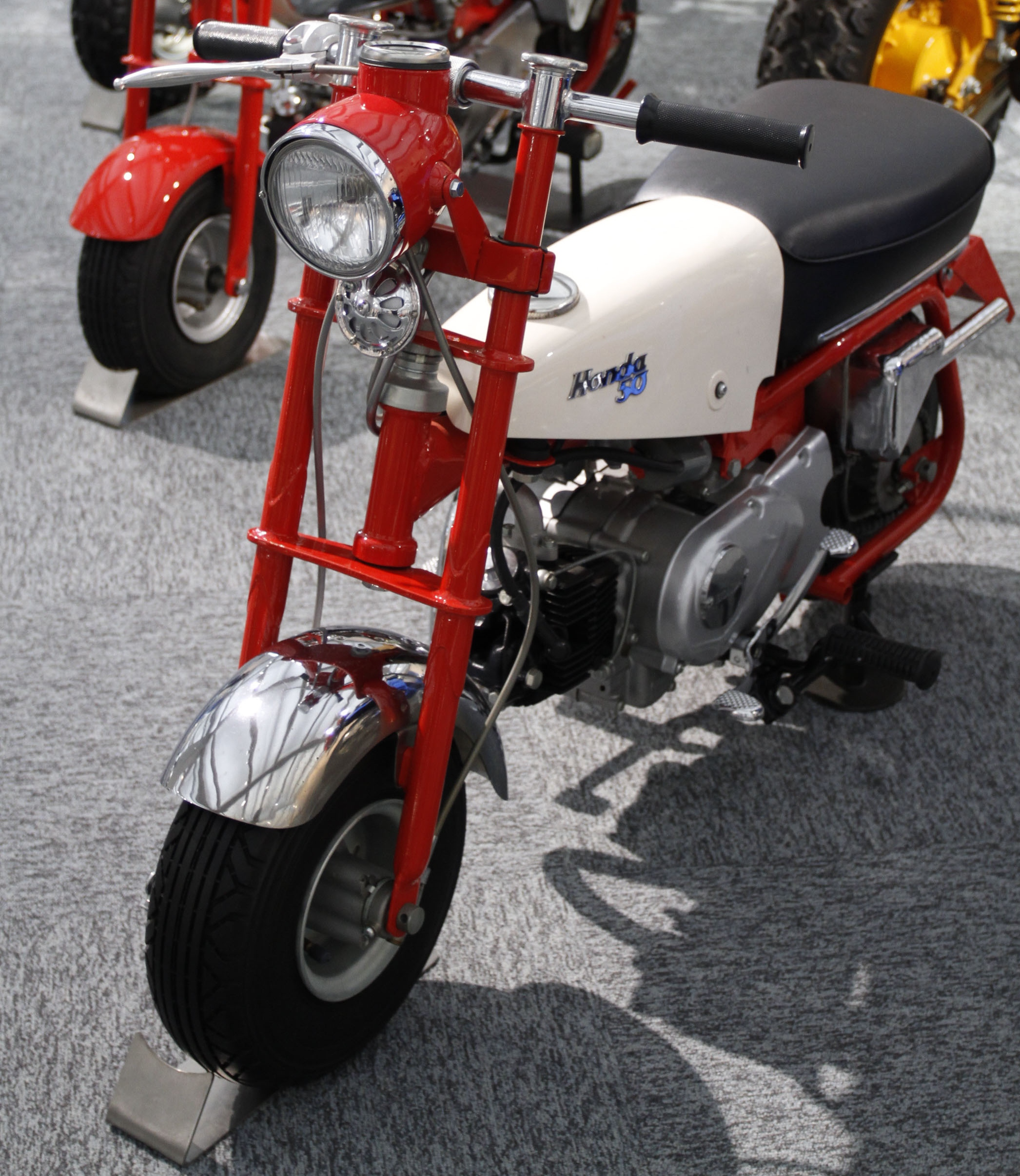
Honda Z100 "Monkey" en el Salón de Colección de Honda

En 1960 llegó la CZ100,: 39  utilizando el mismo motor sobre un bastidor mucho más pequeño con ruedas de 5".: 39  Primera de la serie Honda Z, la CZ100 estaba pensada solo como una novedad para cortas distancias o una moto para pequeñas fincas, pero se hizo popular en el nicho de las mini motocicletas, denominadas "monkey bikes" en inglés.: 39–40 

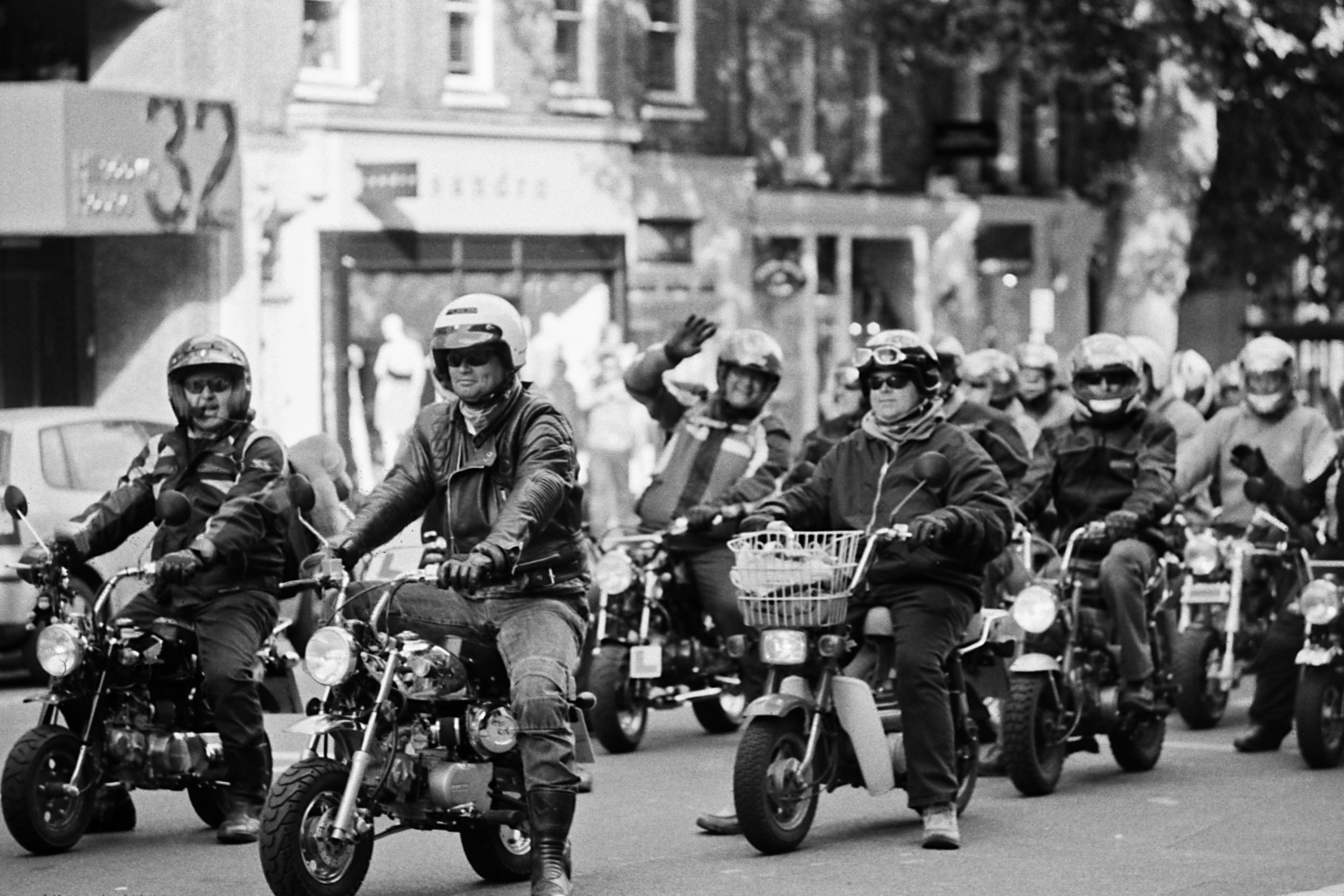
Un grupo de "monkey bikes" Honda

### Trail

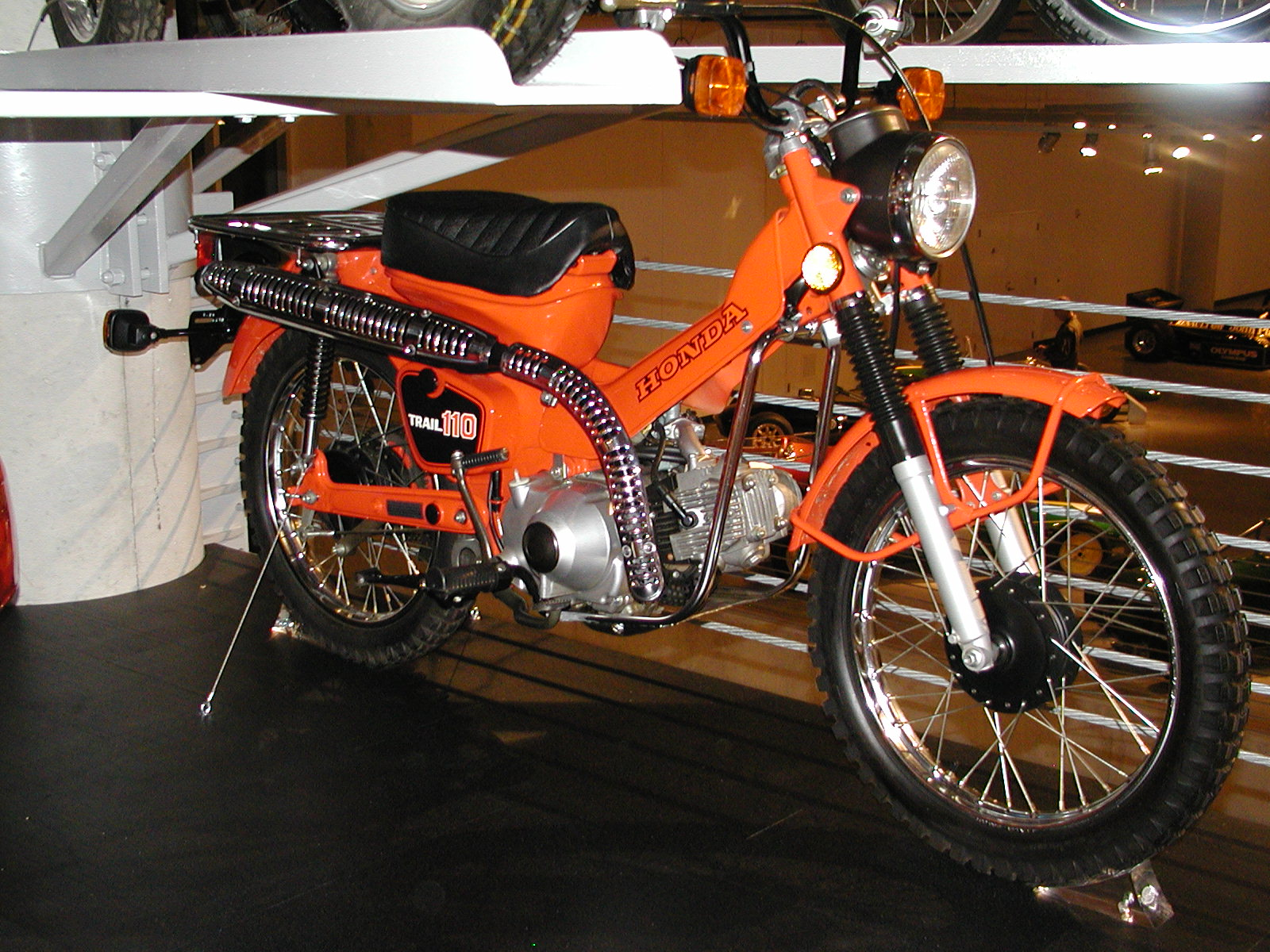
Honda CT110 Trail 110 Hunter Cub, el modelo final de la gama, producido de 1981 a 2000

En 1961 se lanzó una versión para carretera y todoterreno de la Super Cub, lo que hoy se clasificaría como una motocicleta deportiva dual, pero que en ese momento se llamaba motocicleta de pista, la CA100T Trail 50.: 46  Jack McCormack, el primer gerente de ventas nacional de American Honda Motor Company, afirmó que la Trail 50, y más aún la posterior Honda CB77, fue el resultado de la voluntad de Honda de escuchar y responder a la demanda de los clientes.: 34–60  "Cuando hablas sobre fabricantes japoneses, su fuerza (además de la calidad de su equipamiento) era que escuchaban al mercado. Las personas siempre sugieren que todo se basa en la organización japonesa, pero, para ser francos, nunca quedé impresionado por su gestión empresarial. Simplemente, escucharon lo que ningún otro fabricante de motocicletas escuchó.": 47 
En 1960, McCormack se dio cuenta de que un concesionario de Honda en Boise, Idaho, estaba vendiendo más unidades de la Honda 50 que el total combinado de los seis concesionarios de Los Ángeles. Descubrió que el distribuidor de Idaho, Herb Uhl, estaba vendiendo la CA100 como una motocicleta de campo agregándole neumáticos de tacos para disponer de tracción todoterreno, y aumentando la relación de transmisión final utilizando un piñón trasero más grande, con más dientes,: 34–60  lo que aumentó el par efectivo de la rueda trasera, incluso a costa de disponer de una velocidad máxima más baja. Uhl observó las ventajas del peso ligero de la máquina y del embrague automático, que permitía disfrutar de la máquina lejos de las carreteras, en comparación con las grandes motos todoterreno tradicionales, mucho más difíciles de manejar.: 34–60  McCormack remitió por barco a Japón una CA100 personalizada por Uhl, y solicitó a Honda que lo pusiera en producción. En marzo de 1961, la Trail 50 ya estaba disponible en los concesionarios de EE.UU.: 34–60  La revista Cycle World alabó el sencillo placer de conducir una Trail campo a través, y la moto se convirtió en un éxito de ventas en los Estados Unidos.: 34–60 

## Especificaciones
| Modelo                      | C100                                                                           | C102                                                                           | C50                                                                            | C70                                                                            | C86                                                                            | C90                                                                            | C100EX                                                                                    | Super Cub 50                                                                         | Super Cub 110                          | Dream 110i                             | Super Cub C125                                                                             | Super Cub 50                           |
| --------------------------- | ------------------------------------------------------------------------------ | ------------------------------------------------------------------------------ | ------------------------------------------------------------------------------ | ------------------------------------------------------------------------------ | ------------------------------------------------------------------------------ | ------------------------------------------------------------------------------ | ----------------------------------------------------------------------------------------- | ------------------------------------------------------------------------------------ | -------------------------------------- | -------------------------------------- | ------------------------------------------------------------------------------------------ | -------------------------------------- |
| Años                        | 1958-1967                                                                      | 1960-1965                                                                      | 1966-1980+                                                                     | 1969-1980+                                                                     |                                                                                | 1966-1980+                                                                     | 1986-                                                                                     | 2007-                                                                                | 2009-                                  | 2011-                                  | 2018-                                                                                      | 2018–                                  |
| Notas                       |                                                                                | Arranque eléctrico                                                             |                                                                                | Passport en EE.UU. (1980-1983)                                                 | C86 Deluxe Malaysia Limited                                                    |                                                                                | EX5 Dream en Tailandia y Malasia, Astrea (Prima, Grand, Impressa, y Legenda) en Indonesia | PGM-FI                                                                               |                                        |                                        | PGM-FI con enriquecido automático                                                          | PGM-FI con enriquecido automático      |
| Motor                       | 49 cm³ (0 L) Motor OHV refrigerado por aire monocilíndrico                     | 49 cm³ (0 L) Motor OHV refrigerado por aire monocilíndrico                     | 49,5 cm³ (0 L)                                                                 | 71,8 cm³ (0,1 L)                                                               | 86 cc (5.2 cu in)                                                              | Motor con árbol de levas en cabeza de 89,5 cm³ (0,1 L)                         | Motor con árbol de levas en cabeza de 97 cm³ (0,1 L)                                      | 49 cm³ (0 L) OHC                                                                     | 109,1 cm³ (0,1 L) OHC                  |                                        | 124,9 cm³ (0,1 L) OHC                                                                      |                                        |
| Diámetro x carrera          | 40 x 39 mm (1,6 x 1,5 plg)                                                     | 40 x 39 mm (1,6 x 1,5 plg)                                                     | 39 x 41,4 mm (1,5 x 1,6 plg)                                                   | 47 x 41,4 mm (1,9 x 1,6 plg)                                                   | 47 x 49,5 mm (1,9 x 1,9 plg)                                                   | 50 x 45,6 mm (2 x 1,8 plg)                                                     | 50 x 49,5 mm (2 x 1,9 plg)                                                                | 39 x 41,4 mm (1,5 x 1,6 plg)                                                         | 50 x 55,6 mm (2 x 2,2 plg)             |                                        | 52,4 x 57,9 mm (2,1 x 2,3 plg)                                                             |                                        |
| Compresión                  | 8.5:1                                                                          | 8.5:1                                                                          | 8.8:1*                                                                         | 8.8:1*                                                                         | 9.2:1                                                                          | 8.2:1                                                                          | 8.8:1                                                                                     | 10:1                                                                                 | 9.0:1                                  |                                        | 9.3:1                                                                                      | 10.0                                   |
| Velocidad máxima            | 43 mph (69,2 km/h)                                                             |                                                                                |                                                                                |                                                                                | 100km/h (62mph)                                                                |                                                                                | 68,35 mph (110 km/h)                                                                      |                                                                                      |                                        |                                        |                                                                                            |                                        |
| Potencia                    | 4,5 HP (4,6 CV) 9500 rpm                                                       | 4,5 HP (4,6 CV) 9500 rpm                                                       | 4,8 HP (4,9 CV) 10000 rpm                                                      | 6 HP (6,1 CV) 9000 rpm                                                         |                                                                                | 7,5 HP (7,6 CV) 9500 rpm                                                       | 8 CV (5,9 kW) 8000 rpm                                                                    | 2,5 kW (3,4 CV) 7000 rpm                                                             | 6 kW (8,2 CV) 7500 rpm                 |                                        | 6,76 kW (9,1 HP; 9,2 CV) 7500 rpm                                                          |                                        |
| Par motor                   | 0,33 kg·m (2,4 lb·pie) 8500 rpm                                                |                                                                                |                                                                                | 0,53 kg·m (3,8 lb·pie) 7000 rpm                                                |                                                                                | 0,67 kg·m (4,8 lb·pie) 6000 rpm                                                | 0,83 kg·m (6 lb·pie) 6000 rpm                                                             | 3,8 N·m (2,8 lb·pie) 5000 rpm                                                        | 8,4 N·m (6,2 lb·pie) 5500 rpm          |                                        | 9,79 N·m (7,2 lb·pie) 5000 rpm                                                             | 3.8 N·m (0.39 lbfft) 5500 rpm          |
| Ignición                    | Magneto en el volante de inercia                                               | bobina                                                                         | Magneto                                                                        | Magneto                                                                        | Magneto                                                                        | Magneto                                                                        | CDI                                                                                       |                                                                                      |                                        |                                        | Totalmente transistorizado                                                                 | Totalmente transistorizado             |
| Transmisión                 | 3 marchas embrague centrífugo seco; transmisión semiautomática                 | 3 marchas embrague centrífugo seco; transmisión semiautomática                 | 3 marchas                                                                      | 3 marchas                                                                      | 3 marchas                                                                      | 3 marchas                                                                      | 4 marchas                                                                                 | 3 marchas                                                                            | 4 marchas                              |                                        | 4 marchas                                                                                  | 4 marchas                              |
| Bastidor                    | Acero prensado posición inferior                                               | Acero prensado posición inferior                                               | Acero prensado posición inferior                                               | Acero prensado posición inferior                                               | Acero prensado posición inferior                                               | Acero prensado posición inferior                                               | Acero prensado posición inferior                                                          |                                                                                      |                                        |                                        | Acero posición inferior                                                                    | Acero posición inferior                |
| Suspensión                  | Delante: horquilla 2,2 plg (5,6 cm). Detrás: brazo basculante 2,4 plg (6,1 cm) | Delante: horquilla 2,2 plg (5,6 cm). Detrás: brazo basculante 2,4 plg (6,1 cm) | Delante: horquilla 2,2 plg (5,6 cm). Detrás: brazo basculante 2,4 plg (6,1 cm) | Delante: horquilla 2,2 plg (5,6 cm). Detrás: brazo basculante 2,4 plg (6,1 cm) | Delante: horquilla 2,2 plg (5,6 cm). Detrás: brazo basculante 2,4 plg (6,1 cm) | Delante: horquilla 2,2 plg (5,6 cm). Detrás: brazo basculante 2,4 plg (6,1 cm) | Horquilla telescópica, brazo oscilante                                                    | Delante: enlace principal 2,2 plg (5,6 cm). Detrás: brazo oscilante 2,4 plg (6,1 cm) | Horquilla telescópica, brazo oscilante | Horquilla telescópica, brazo oscilante | Horquilla telescópica, brazo oscilante                                                     | Horquilla telescópica, brazo oscilante |
| Frenos                      | Delante y detrás: tambores de 110 mm (4,3 plg)                                 | Delante y detrás: tambores de 110 mm (4,3 plg)                                 | Delante y detrás: tambores de 110 mm (4,3 plg)                                 | Delante y detrás: tambores de 110 mm (4,3 plg)                                 | Delante y detrás: tambores de 110 mm (4,3 plg)                                 | Delante y detrás: tambores de 110 mm (4,3 plg)                                 | Delante y detrás: tambores de 110 mm (4,3 plg)                                            |                                                                                      |                                        |                                        | Delante: Pinza de un pistón con un solo disco de 220 mm (8,7 plg); Detrás: tambor mecánico |                                        |
| Neumáticos (delante/detrás) | 2.25" x 17"/2.25" x 17"                                                        | 2.25" x 17"/2.25" x 17"                                                        | 2.25" x 17"/2.25" x 17"                                                        | 2.25×17"/ 2.5×17"                                                              | 2.25×17"/ 2.5×17"                                                              | 2.5×17"/ 2.5×17"                                                               | 2.25×17"/ 2.5×17"                                                                         | 2.25×17"/ 2.75×14"                                                                   | 2.25×17"/ 2.50×17"                     | 70/90-17 M/C 38P 80/90-17 M/C 50P      | 70/90-17 80/90-17                                                                          | 60/100-17 60/100-17                    |
| Inclinación, avance         |                                                                                |                                                                                |                                                                                | 2,8 plg (7,1 cm)                                                               |                                                                                |                                                                                | 26°30′, 75 mm (3 plg)                                                                     | 26°, 47 mm (1,9 plg)                                                                 |                                        | 26°30′, 75 mm (3 plg)                  | 26.5°, 71,12 mm (2,8 plg)                                                                  | 26°30′, 75 mm (3 plg)                  |
| Batalla                     | 46,5 plg (118,1 cm)                                                            | 46,5 plg (118,1 cm)                                                            | 46,6 plg (118,4 cm)                                                            | 46,6 plg (118,4 cm)                                                            |                                                                                | 1185 mm (46,7 plg)                                                             | 46,9 plg (119,1 cm)                                                                       | 1185 mm (46,7 plg)                                                                   |                                        | 1212 mm (47,7 plg)                     | 1243 mm (48,9 plg)                                                                         | 1,210 mm (47.6 in)                     |
| Longitud                    | 70,1 plg (178,1 cm)                                                            | 71,2 plg (180,8 cm)                                                            | 70,7 plg (179,6 cm)                                                            | 70,7 plg (179,6 cm)                                                            |                                                                                | 72 plg (182,9 cm)                                                              | 1835 mm (72,2 plg)                                                                        | 1775 mm (69,9 plg)                                                                   | 1830 mm (72,0 plg)                     | 1915 mm (75,4 plg)                     | 1910 mm (75,2 plg)                                                                         | 1860 mm (73.2 in)                      |
| Anchura                     | 22,6 plg (57,4 cm)                                                             | 22,6 plg (57,4 cm)                                                             | 25,2 plg (64,0 cm)                                                             | 25,2 plg (64,0 cm)                                                             | 25,2 plg (64,0 cm)                                                             | 25,2 plg (64,0 cm)                                                             | 670 mm (26,4 plg)                                                                         | 660 mm (26,0 plg)                                                                    | 710 mm (28,0 plg)                      | 696 mm (27,4 plg)                      | 718 mm (28,3 plg)                                                                          | 695 mm (27,3 in)                       |
| Altura                      | 24 plg (61,0 cm)                                                               |                                                                                |                                                                                | 29,9 plg (75,9 cm)                                                             |                                                                                |                                                                                | 1035 mm (40,7 plg)                                                                        | 960 mm (37,8 plg)                                                                    | 1040 mm (40,9 plg)                     | 1052 mm (41,4 plg)                     | 1002 mm (39,4 plg)                                                                         | 1040 mm (40.9 in)                      |
| Asiento altura              |                                                                                |                                                                                |                                                                                |                                                                                |                                                                                |                                                                                | 760 mm (29,9 plg)                                                                         | 705 mm (27,8 plg)                                                                    | 735 mm (28,9 plg)                      | 745 mm (29,3 plg)                      | 780 mm (30,7 plg)                                                                          | 735 mm (28,9 in)                       |
| Peso seco                   | 143 lb (64,9 kg)                                                               | 154 lb (69,9 kg)                                                               | 152 lb (68,9 kg)                                                               | 158 lb (71,7 kg)                                                               | 75 kg (165 lb)                                                                 | 187 lb (84,8 kg)                                                               | 93 kg (205 lb)                                                                            | 79 kg (174,2 lb)                                                                     | 93 kg (205 lb)                         | 99 kg (218,3 lb)                       | 107 kg (235,9 lb)                                                                          | 96 kg (211 lb)                         |
| Capacidad combustible       | 3 L (0,8 galAm)                                                                | 3 L (0,8 galAm)                                                                | 3 L (0,8 galAm)                                                                | 4,8 L (1,3 galAm)                                                              |                                                                                |                                                                                | 3,6 L (1 galAm)                                                                           | 3,4 L (0,9 galAm)                                                                    | 4,3 L (1,1 galAm)                      | 4,2 L (1,1 galAm)                      | 3,7 L (1 galAm)                                                                            | 4,3 L (1,1 galAm)                      |

## Popularidad actual

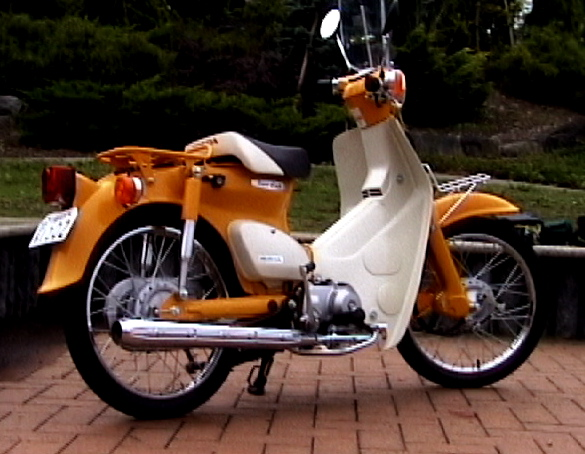
Honda Super Cub modelo "Street" de 50 cc

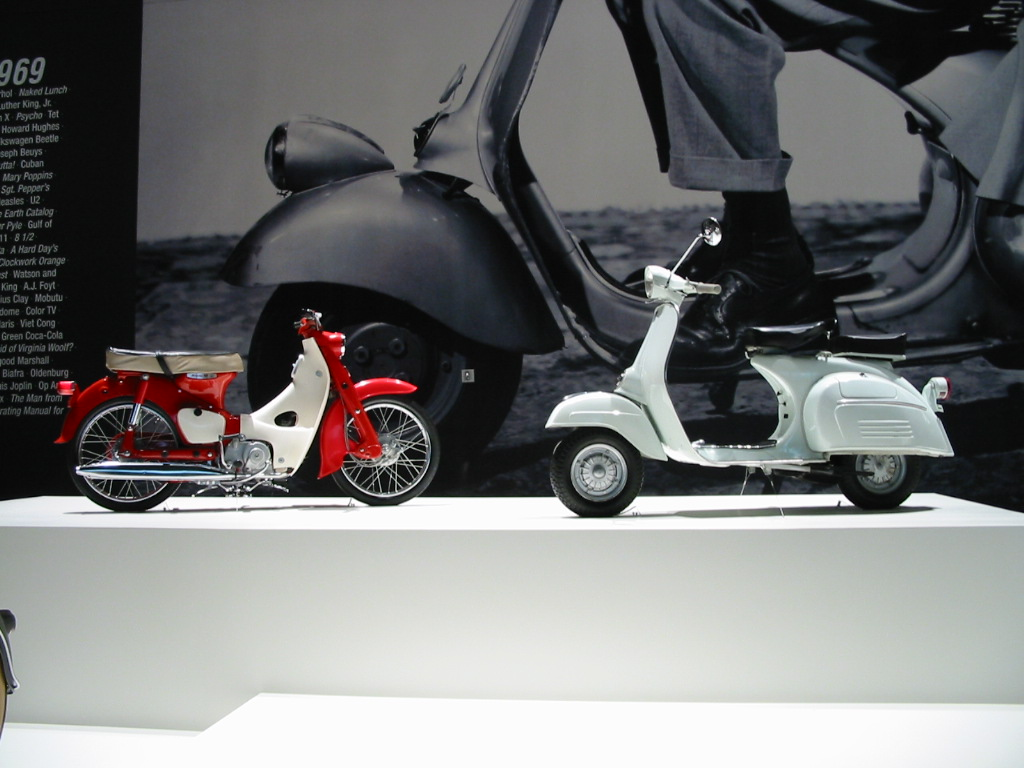
Exposición The Art of the Motorcycle, en la Fundación Solomon R. Guggenheim

Las ventas de la Super Cub han aumentado en Japón, con actualizaciones en el motor y la instalación de inyección de combustible para los modelos del mercado nacional japonés a partir de 2007, haciéndolo más potente, más económico y más limpio. Con respecto a los diseños más nuevos de la base de la carrocería de plástico, como el Wave, el Cub original sigue siendo popular.
Los columnistas Peter Egan y Steve Kimball de la revista Cycle World inscribieron una Honda C70 Passport de serie en el Craig Vetter Fuel Economy Challenge de 1981, compitiendo contra vehículos de dos ruedas de alto kilometraje especialmente diseñados construidos por equipos de estudiantes de ingeniería, y una participación de American Honda. La prueba se realizó sobre un recorrido cerrado de 65 millas (104,6 km) cerca de San Luis Obispo (California), que tenía que completarse en 1 hora y 40 minutos (con un margen de ±10 minutos), lo que significa una velocidad promedio de 35 mph (56,3 km/h). Kimball, conduciendo una Passport, ganó el evento gracias a una conducción hábil y sin errores, con un consumo de 198 millas por galón americano (1,2 L/100 km).
En 2002 en Vietnam, la Super Cub había sido el modelo predominante de los mototaxis durante tanto tiempo, que la palabra "Honda" se había convertido en una vulgarización de marca o metonimia para denominar cualquier mototaxi, equivalente a "xe ôm". También en el mundo de habla inglesa, "Honda" era a menudo un sinónimo de "motocicleta" como resultado de la ubicuidad de la Super Cub.
La Super Cub fue incluida en la exhibición del Museo Solomon R. Guggenheim de 1998 titulada The Art of the Motorcycle. En 2006, en la serie "The Greatest Ever" de Discovery Channel, un episodio sobre motocicletas colocó a la Super Cub de 49 cc de 1958 en el primer lugar. James May, un copresentador de la popular serie de televisión Top Gear, compró una Honda Super Cub para el capítulo 12 de 2008, dedicado a Vietnam. El escritor Roland Brown afirmó que, "entre todas las motos brillantes que Honda ha construido - la superbike CB750, el modelo Honda RC series de seis cilindros de Mike Hailwood, la poderosa Gold Wing, la que sea - la más importante de todas es la C100 Super Cub de 1958".
En 2014, la Super Cub se convirtió en el primer vehículo en Japón en recibir un emblema de marca tridimensional.
Super Cub, una serie japonesa de novelas que presenta de manera destacada la Honda Super Cub, se ha estado editando desde 2017. Se lanzó una adaptación de anime en 2021.
En junio de 2018, Honda anunció que, después de una ausencia de 45 años, el modelo Super Cub C125 volvería a estar disponible en Estados Unidos a partir de 2019.

### Modelos bajo licencia
Chongqing Guangyu Motorcycle Manufacture Co, de China, conocida como Kamax, tiene una línea de motocicletas basada en el diseño de la Super Cub, con licencia de Honda, incluida la Super Cub de la CEE. Este 'remake' de la Super Cub fue desarrollado exclusivamente para el mercado europeo en cooperación con Super Motor Company, que es el único distribuidor europeo de la EEC Super Cub. Se venden tres variantes diferentes, la Super 25, la Super 50 y la Super 100. De 2009 a 2010, Flyscooters importó una variante de la Yinxiang Super Cub a los Estados Unidos, bajo el nombre de Fly Scout. Del mismo modo, China Jialing Industrial Co., Ltd. tiene diez modelos basados en el diseño de la Super Cub de Honda, incluidos el JL50Q-2 y el JL90-1 que son fieles al estilo original de 1958, así como varios estilos modernizados. El Grupo Lifan exporta una versión al Reino Unido, la LF100 de 97 cm³ (0,1 L), que cuenta con horquillas telescópicas, una caja de cambios de cuatro velocidades y un indicador de marcha digital.
Sym de Taiwán obtuvo la licencia del diseño de la Super Cub como Symba 100, anteriormente llamada Symba 110, que exportaron a los Estados Unidos entre 2009 y 2016. Manteniendo el diseño básico, SYM aumentó el tamaño del freno delantero de 110 a 130 mm (4,3 a 5,1 plg) y agregó un indicador de combustible LED. En lugar de las horquillas delanteras de enlace principal, presentaba una horquilla telescópica. El motor Symba de 101,4 cm³ (0,1 L) tenía un sencillo carburador, y rendía 6,5 HP (6,6 CV) a 8500 rpm, con una caja de cambios de cuatro velocidades que usaba una transmisión semiautomática de embrague centrífugo. SYM finalizó la producción de la Symba en 2016.

### EV-Cub

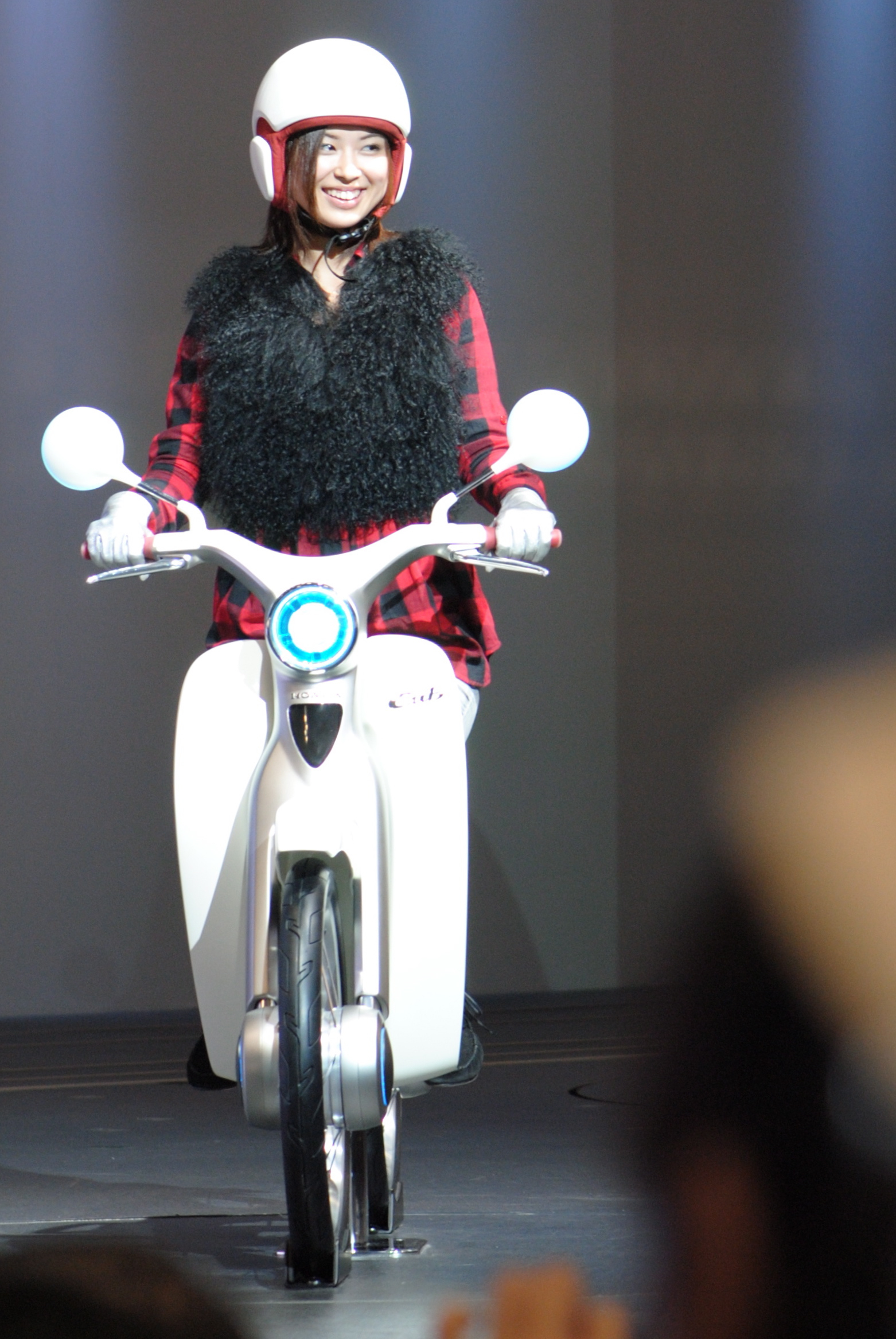
EV-Cub en el Salón del Automóvil de Tokio de 2009

En el Salón del Automóvil de Tokio de 2009, Honda presentó la EV-Cub, un prototipo de motocicleta eléctrica inspirado en la venerable Super Cub, con tracción en dos ruedas mediante motores eléctricos montados en los cubos de cada uno de los ejes. Honda manifestó que pensaban que mantener el diseño de 1958 en su moto conceptual del siglo XXI tenía sentido porque "el cuerpo humano no ha cambiado en los últimos 50 años" y "el tamaño, la forma y la posición de todas las piezas de la Super Cub suponían una especie de necesidad para ellos, y que el diseño de la Super Cub era muy racional y estaba centrado en el motorista".
Sin el motor en el centro del cuadro o el tanque de combustible debajo del asiento, había espacio para un compartimiento para el casco bajo el asiento al estilo de las escúter. Integrado con la nueva motocicleta eléctrica había un sistema de comunicaciones interactivo, para permitir que los motociclistas conversaran mientras conducen. Varias otras empresas, incluidas Christini, KTM, Öhlins y Yamaha, han desarrollado motocicletas con tracción en las dos ruedas y han descubierto que la adición de potencia a las ruedas delanteras y traseras ayuda a la estabilidad, particularmente en los giros y en manos de motoristas novatos. En ese momento, Honda insinuó que lanzarían al mercado la EV-Cub en 2010. En un discurso de 2016, el presidente y director ejecutivo de Honda, Takahiro Hachigo, dijo que planeaban lanzar la EV-Cub en Japón en unos dos años, para continuar con su distribución en otros mercados de la ASEAN.

## Actividades
La popularidad de la Super Cub y sus derivados ha inspirado numerosos "paseos por senderos" a lo largo de los años, así como el "Biggest Little Honda Rally in the World" (El Mayor Rally de la Pequeña Honda en el Mundo), celebrado en Reno (Nevada). El nombre es un juego de palabras con el eslogan de Reno "The Biggest Little City In The World" (La Mayor Pequeña Ciudad en el Mundo) y en la canción de amor de Wilson titulada Little Honda.